# Anaheim
Anaheim je město v americkém státu Kalifornie, vzdálené přibližně 60 km jihovýchodně od Los Angeles.
Město vzniklo v roce 1870 z původního osídlení založeného německými přistěhovalci. Větší část usídlenců pocházela z okolí Rothenburg ob der Tauber (město v Bavorsku). Původ jména je v německém slově "heim", "Ana" označuje blízkou řeku Santa Ana River.
Největším lákadlem města je zábavní park Disneyland (založen 1955), který od jeho otevření navštívilo více než 500 miliónů návštěvníků. Nedaleko města se nachází taktéž zábavní park Knott's Berry Farm.

## Sport
Ve městě sídlí klub kanadsko-americké NHL Anaheim Ducks - vítěz Stanleyova poháru v sezóně 2006/2007. Ve městě sídlí klub profesionální baseballové ligy MLB Los Angeles Angels of Anaheim - vítěz Světové série v roce 2002.

## Kultura

### Star Wars
Během Star Wars Celebration v Chicagu (2019) bylo oznámeno, že další Star Wars Celebration se bude konat 27. - 30. srpna 2020 v Anaheimském kongresovém centru v Anaheimu. Avšak kvůli pandemii covidu-19 se akce nakonec odložila na 26.–29. květen 2022.

## Partnerská města
- Nagoja, Japonsko
- Vitoria-Gasteiz, Španělsko

## Významní rodáci
- Gwen Stefani, zpěvačka, herečka
- Jeff Buckley, zpěvák, kytarista
- Rosalind Chao, herečka
- Don Davis, autor filmových melodií
- Leo Fender, vynálezce
- Elizabeth Ryan, tenistka
- Milo Ventimiglia, herec
- Milorad Čavić, srbský plavec
- Kerry King, spoluzakladatel thrash metalové skupiny Slayer, kytarista
- No Doubt, rocková kapela